# Pont de Bornègre
Der Pont de Bornègre ist eine Aquäduktbrücke der römischen Wasserleitung nach Nîmes (Frankreich), zu der auch der weltbekannte Pont du Gard gehört. Sie befindet sich im Anfangsabschnitt der ca. 50 km langen Trasse, 6.745 m nach der Eure-Quelle und 9.061 m vor dem Pont du Gard. Die Brücke trug die Wasserleitung über einen saisonal wasserführenden Sturzbach, der nach heutigen Berechnungen bei einem Einzugsgebiet von 0,6–0,8 km² bis zu 5 m³/s Wasser führen kann. Ihre drei Segmentbögen bestehen aus Keilsteinen, die die gesamte Breite des Bauwerks einnehmen; die Spannweiten betragen zusammengenommen ca. 17 m. Zwei der drei Bögen sind heutzutage bis über die Kämpferpunkte verschüttet. Nach dem Verfall des Aquäduktes im Mittelalter wurde die Bornègre-Brücke wie ihre große Schwester über den Gard zum Fußgängerübergang umfunktioniert.